# Liste der Monuments historiques in Couternon
Die Liste der Monuments historiques in Couternon führt die Monuments historiques in der französischen Gemeinde Couternon auf.

## Liste der Objekte
| Bezeichnung                    | Beschreibung | Standort                           | Kennzeichnung | Schutzstatus | Datum | Bild |
| ------------------------------ | --- | ---------------------------------- | ------------- | ------------ | ----- | ---- |
| Skulptur Heiliger Bartholomäus | Aufsatz eines Prozessionsstabs; Holz, farbig gefasst und vergoldet, 18. Jahrhundert                                                                        | in der Kirche St-Barthélémy (Lage) | PM21003580    | Inscrit      | 1976  |      |
| Kirchenausstattung             | Hauptaltar mit Altaraufbau und Tabernakel, Kanzel und Holzvertäfelung des Chorraums; Holz, teilweise farbig gefasst und vergoldet, Marmor, 18. Jahrhundert | in der Kirche St-Barthélémy (Lage) | PM21003581    | Inscrit      | 1976  |      |
| Skulptur Gnadenstuhl           | Holz, farbig gefasst, 16. Jahrhundert | in der Kirche St-Barthélémy (Lage) | PM21005026    | Inscrit      | 2013  |      |